# Manuel González de Cosío
Manuel González de Cosío (Zacatecas, 1836 – Coyoacán, 14 dicembre 1913) è stato un generale e politico messicano.

## Biografia
Nacque nella città di Zacatecas nel 1836. Entrò nell'esercito messicano il 20 settembre 1853 come alunno del Collegio Militare. Come tenente di fanteria, fu destinato al Battaglione "Guías de la Guardia de su Alteza" fino al 20 maggio 1856. In seguito servì nelle Forze dello Stato di Zacatecas fino al 5 gennaio 1859, per poi passare al Escuadrón de la Libertad (Squadrone della Libertà) fino al 1º maggio 1860.
Combatté contro l'intervento francese e l'impero di Massimiliano I. Partecipò alle campagne di Ayutla, Silao e Calpulalpan. Nel 1863 si trovava a Puebla con il 3º Battaglione dello Zacatecas e dopo con il 29º Corpo dell'Esercito dell'Oriente quando fu preso prigioniero e deportato in Francia, dove rimase fino al 31 luglio 1864.
Arrivò negli Stati Uniti e da lì proseguì fino alla frontiera messicana, dove fu preso prigioniero dai monarchici e confinato a Matehuala dal 1º agosto 1864 al 5 gennaio 1865, quando fu liberato dalle forze repubblicane.
In seguito fu Comandante Militare dello Zacatecas dal 28 novembre 1866 al 13 febbraio 1867 e Sotto-ispettore della Guardia Nazionale dello Zacatecas fino al dicembre 1867, per poi passare allo Stato maggiore dell'esercito.
Al ristabilimento della Repubblica fu governatore ad interim dello Zacatecas e deputato del Congresso Costituzionale del medesimo stato per la IV legislatura dal 1872 al 1874.
Durante il regime di Porfirio Díaz fu capo del Tesoro Generale della Federazione, Segretario delle Comunicazioni e Opere Pubbliche, degli Interni e dello Sviluppo; negli ultimi anni fu incaricato del Segretariato di Guerra e Marina dal 20 marzo 1905 al 25 maggio 1911. Durante questo incarico fu promosso a generale di divisione il 29 dicembre 1905. Fu uno dei pochi ministri che Díaz non sostituì poco prima di cadere. Morì a Coyoacán, Distretto Federale, il 14 dicembre 1913.